# حجرة أطفال

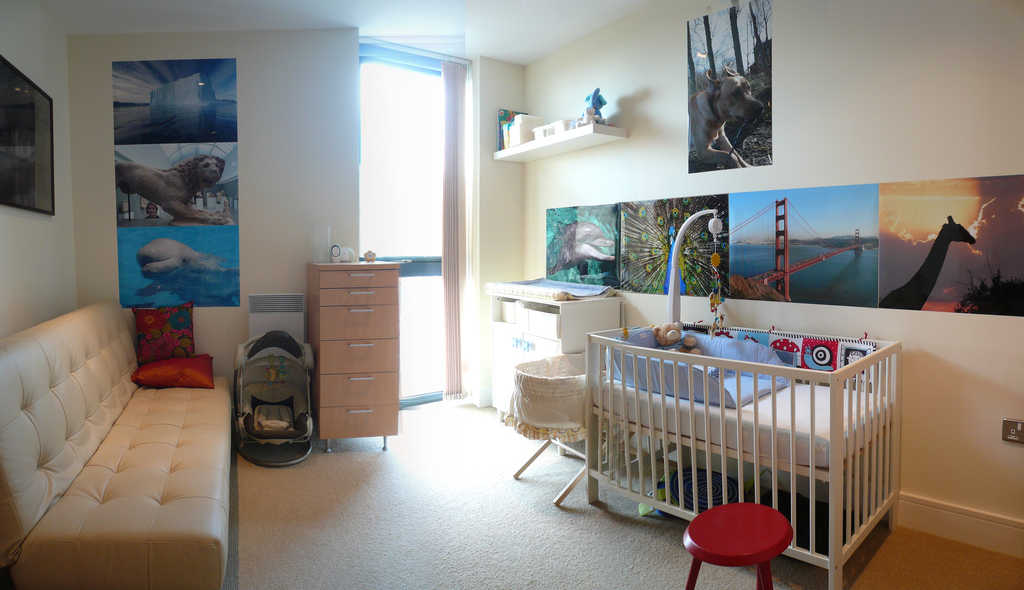
حجرة أطفال

حجرة الأطفال غرفة نوم داخل منزل أو مسكن آخر مخصص لرضيع أو طفل متهاد. قد تحوي مهد أو سرير رضيع (أو نوع مشابه منه)، وطاولة أو منصة لغرض تغيير الحفاضات (تُعرف أيضًا باسم طاولة التغيير) وكرسي هزاز، وغيرها العديد من العناصر المطلوبة لرعاية الطفل (مثل مسحوق الأطفال والأدوية). يُخصص لهذه الحجرة عمومًا أصغر غرفة نوم في المنزل، حيث يحتاج الرضيع إلى مساحة صغيرة جدًا حتى سن المشي على الأقل؛ الفرضية هي أن الغرفة تستخدم حصريًا للنوم. ومع ذلك يمكن أن تظل الغرفة في كثير من الحالات غرفة نوم الطفل حتى سنوات المراهقة، أو حتى ولادة أخ أصغر، ويقرر الوالدان نقل الطفل الأكبر إلى غرفة نوم أخرى أكبر إذا كان ينبغي وجودها.